# Violet Keene

Violet Keene: Vere Brabazon Ponsonby, 9. hrabě z Bessborough, asi 1935

Violet Keene (1893 Bath, Anglie – 10. května 1987, Oakville) byla kanadská fotografka anglického původu.

## Osobní život
Violet Keene se narodila v roce 1893 v Bath v Somersetu, Anglie fotografce Minně Keene. Rodina se později přestěhovala do Kanady, kde bydlela v Montrealu a poté v Torontu. Keene se provdala za Harolda Edgara Perinchiefa, ale nechala si své dívčí jméno. Zemřela v Oakville v Ontariu dne 10. května 1987.

## Kariéra
Keene se poprvé naučila fotografovat v montrealském studiu, které provozovala její matka. Své práce vystavovala v Evropě i Severní Americe. V Torontu si založila vlastní studio, kde fotografovala kanadské umělce a státníky jako byli například Aldous Huxley, George Bernard Shaw nebo Vere Ponsonby, 9. hrabě z Bessborough.